# برادلي توماس
برادلي توماس (بالإنجليزية: Bradley Thomas)‏ (29 مارس 1984 في المملكة المتحدة - ) هو لاعب كرة قدم بريطاني في مركز الدفاع. لعب مع نادي بيتربورو يونايتد ونادي كرولي تاون وهيبريدج سويفتس ويوفل تاون ونادي كيترينغ تاون وبرينتري تاون ونادي تاموورث وEastleigh F.C. ‏ وساتون يونايتد ونادي كينغز لين ونادي سودبوري وHendon F.C. ‏ ونادي ألدرشوت تاون وكونكورد رينجرز ونادي ويموث وغرايز أتلاتيك ‏ ونادي بوسطن يونايتد وويلينج يونايتد.

## وصلات خارجية
- برادلي توماس على موقع قاعدة بيانات كرة القدم.إي يو (الإنجليزية)
- برادلي توماس على موقع Soccerbase.com (لاعب) (الإنجليزية)